# 鹿善繼
鹿善繼（1575年—1636年），字伯順，號乾岳，晚號江村漁隱，直隸定興（今河北）人，蒙古族寶格氏，明末政治人物，萬曆癸丑進士。天啟間隨大學士孫承宗經略遼東，建樹卓著。孫承宗免職，鹿善繼亦去官歸里。崇禎九年（1636年）在定興抗擊入關清兵，城破殉國。諡忠節。

## 生平
鹿善繼個性正直謹慎。萬曆三十四年（1606年），舉丙午科順天鄉試。經過容城時，與孫奇逢共飲食，在楊繼盛墓前結為摯友。萬曆四十一年（1613年），鹿善繼登癸丑科進士，授户部主事。因母喪丁憂去官。服闕之後，起為原官。遼東部隊缺餉，廷臣數次請求撥款，明神宗置之不理。鹿善繼建議採取扣留廣東所進之金花銀的方法，得到户部尚書李汝華的同意。神宗得知此事，大怒，扣其一年的俸祿，並催促他將金花銀補進國庫，鹿善繼以死力爭，神宗又罰扣汝華兩個月的俸祿，貶鹿善繼官一級，調任地方官。汝華因為非常害怕，最後還是將金花銀給補進國庫。
泰昌元年（1620年）官復原職。天啟元年（1621年），遼陽淪陷，鹿善繼因有才幹，改任兵部職方司主事。大學士孫承宗掌管兵部事務，對他推心相待，很信任他。每到關門去檢閱時，必讓善繼跟隨。出關領兵時，又命其為贊畫。善繼穿著布衣，騎瘦馬，出入於亭障當中，召集將士來加以慰問，並開拓四百里邊疆，收復城池堡壘數十座。承宗以大學士督師邊關期間，鹿善繼累進員外郎、郎中，都在承宗幕府。承宗解除兵權後，善繼亦罷歸。賦閒在家四年。崇禎元年（1628年）起任為尚寶卿、又遷太常寺少卿兼管光祿寺丞事。任官未滿三年，再次告歸田里。

## 殉國
崇禎九年（1636年）七月，清兵入關襲擾，攻定興。鹿善繼才剛稱病寓居家鄉。考慮到定興在涿州之南、保定之北，是京師屏障，遂辭别祖墳，讓兒子鹿化麟在鄉里服侍父親，自己則帶兵登城防守。二十七日，定興城被攻破，鹿善繼防守南門，清兵從西北角登上城，挾刀要脅其投降，鹿善繼不從，身負三刀一箭而死，年六十二。善繼死後。家人跑回来告訴其年邁的父親，鹿善繼的父親鹿正聽聞後表示：「嗟乎，吾兒素以身許國，今果死，吾復何憾！」朝廷得知善繼殉國的消息後，贈大理寺卿，諡忠節，並獲敕建祠祭奉。

## 著作
鹿善繼著述甚豐，共著有《四書說約》三十三卷、《前督師紀略》十六卷、《後督師略》十卷、《認理提綱》一卷、《尋樂大旨》一卷、《車營百八答》不分卷、《尋聲譜》一卷、《金花始末》二卷、《馬房本末》一卷、《籽粒本末》二卷、《扶孤始末》一卷、《箧余》一卷、《農曹草》一卷、《粤東鹽法議》一卷、《福建鹽法議》一卷、《歸里草》一卷、《待放草》一卷、《典餉草》一卷、《樞曹草》二卷、《榆關草》三卷、《再歸草》二卷、《奏常草》二卷、《三歸草》二卷、《麈談》一卷、《無欲齋詩草》八卷等。

## 家族
曾祖父鹿府，封文林郎山西平阳府襄垣县知县。祖父鹿久徵，江西道監察御史贈光禄寺少卿。父鹿正。母田氏，贈恭人。娶王氏，贈恭人，再娶王氏，封恭人。子鹿化麟，天啓元年辛酉舉人；長孫鹿盡心，崇祯九年丙子舉人；次孫洗心、悦心、從心。曾孫鹿賓。

## 延伸阅读
[在维基数据编辑]
 《明史卷二百六十七》，出自《明史》
 在维基共享资源阅览影像